# Kari Lähdekorpi
Kari Lähdekorpi, född 21 mars 1957 i Vittis, är en finländsk travtränare. Lähdekorpi var länge verksam i Sverige där han hade sin bas i Halmstad. Lähdekorpi är en av de mest framgångsrika och välkända tränarna i Sverige under 2000-talet. Från 2007 till 2008 var han den mest framgångsrika tränaren i landet. Under toppåret 2008 sprang Lähdekorpis hästar in drygt 30 miljoner kronor. 2004 valdes han till Årets tränare i Sverige.

## Karriär
Lähdekorpi, som växte upp i Vittis, flyttade till Sverige 1985. Han arbetade till en början med att köpa och sälja hästar, och exporterade travhästar till Finland. Efter att efterfrågan på hästar minskat i Finland på grund av lågkonjunkturen i början av 1990-talet, blev Lähdekorpi professionell travtränare, och tog ut svensk proffstränarlicens 1994. 2007 blev Lähdekorpi för första gången allsvensk tränarchampion för första gången. Det var då tredje gången sedan 1977 som Stig H. Johansson inte vunnit titeln.
I april 2012 meddelade Lähdekorpi i TV4 att han skulle avveckla sin verksamhet i Sverige under sommaren samma år, samt säga upp all sin personal. Hästarna som var i hans träning skulle då flyttas till andra professionella tränare. Lähdekorpi skulle då flytta tillbaka till Finland, och istället fokusera på andra affärsverksamheter.

## Medverkan i TV
Efter hemkomsten till Finland 2012 har Lähdekorpi agerat programledare och kommentator i bland annat Yleisradios och MTVs sändningar samt i Toto-Tv:s studiosändningar. Han äger även flera travhästar.
Sommaren 2015 medverkade Lähdekorpi som värd i TV4:s reality-tv-program Stjärnkusken, där ett antal kändisar lärde sig att köra travhäst. Medverkande var idrottaren Patrik Sjöberg, musikern Kee Marcello och sångerskan Camilla Henemark från Army of Lovers.